# Molagavita
Molagavita, qui faite partie de la province de Garcia Rovira, est une municipalité colombienne située dans le département de Santander.